# Pasta alla gricia
A Pasta alla gricia, más néven amatriciana bianca (fehér amatriciana) az olasz konyha jellegzetes fogása, bőséges római pecorino sajttal, fekete borssal (a cacio e pepe tészta összetevői) és guancialéval (sertéspofa) készült tésztaétel.

## Története
A legvalószínűbb hipotézis szerint az étel neve a római gricio kifejezésből származik. A griciók a pápai Rómában közönséges ételárusok voltak. Azért kapták ezt a nevet, mert sokan közülük Valtellinából származtak, amely akkoriban a svájci Grigioni kantonhoz tartozott. A Pasta alla gricia tehát a helyi gricióknál könnyen beszerezhető egyszerű hozzávalókból (guanciale, pecorino, fekete bors) készített tésztát jelentette.
Egy másik elmélet szerint az ételt eredetileg a Lazio tartományban, az Amatrice melletti Grisciano településen találták ki. Ez az elmélet azonban valószínűtlen, egyrészt Grisciano mérete miatt, amely alig több egy házcsoportnál, másrészt azért, mert ebben az esetben az étel nevének alla grisciana-nak kellene lennie, továbbá azért, mert Amatricéban az 1960-as évekig az amatriciana szószt paradicsom nélkül készítették, ami így egybeesik a griciával, míg Rómában a 19. század közepétől igazoltan paradicsommal készül az amatriciana, ezért a griciát néha „fehér amatricianának” is nevezik. A cacio e pepe „fiának” és az amatriciana „apjának” tartják.

## Elkészítése
A kockára, vagy hasábokra aprított szalonnát üvegesre pároljuk. Forró, nem túl sós vízbe tesszük a tésztát, a még nem teljesen megfőtt tésztát a szalonna kiolvadt zsírjához keverjük. Adunk mellé a főzővízből és kevergetni kezdjük, hogy mártás képződjön. Hagyjuk kicsit hűlni, majd kis adagokban hozzákeverjük a reszelt pecorino sajtot: a cél, hogy sűrű krémes mártás kapjunk, amely bevonja a tésztát. Ha szükséges adunk még a tészta főzővizéből. Frissen őrölt borssal és a szalonnadarabokkal tálaljuk.

## További információ
- Spaghetti alla  gricia (amatriciana fehéren) a Bűvös szakács oldalán